# Паддингтон

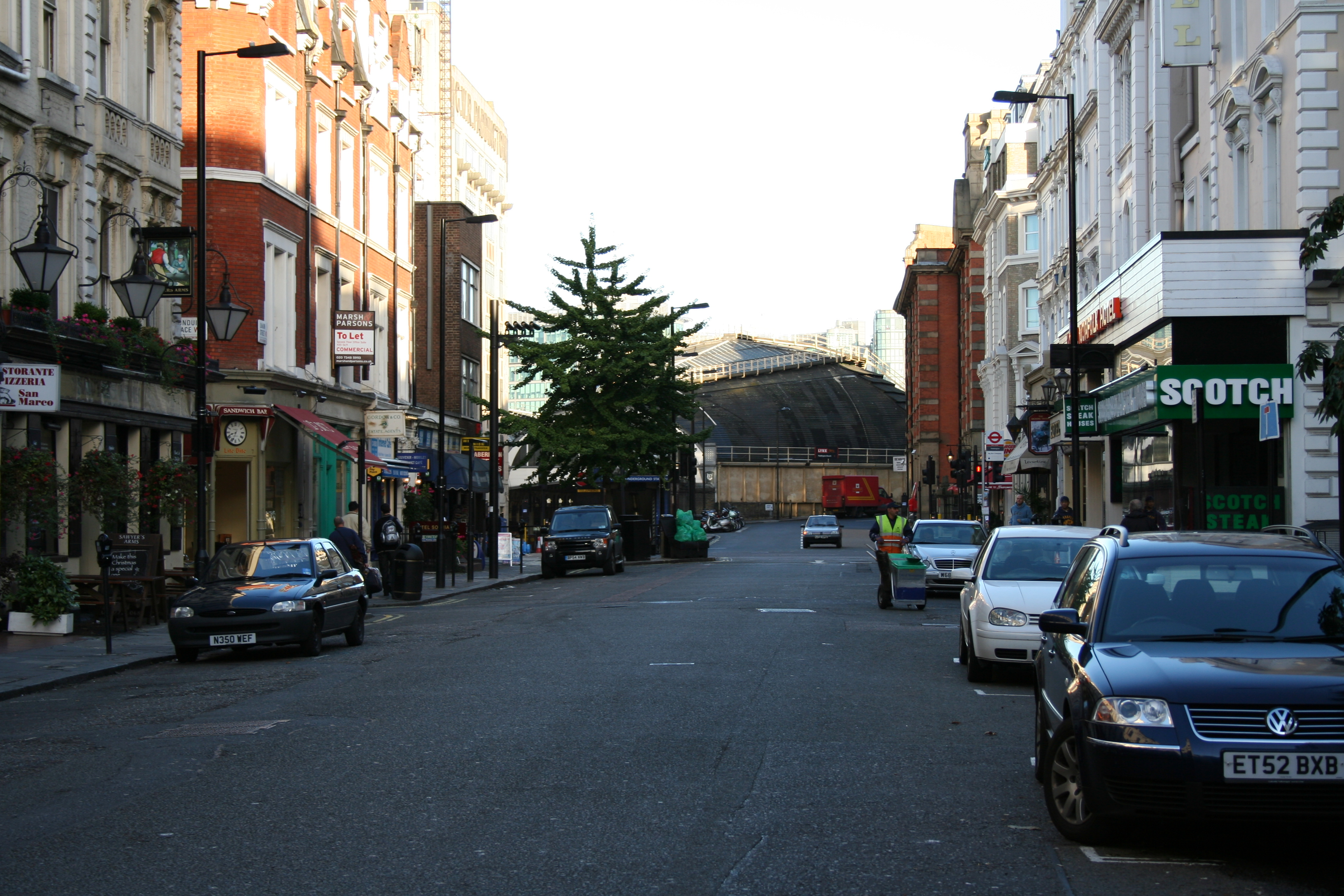
Паддингтон

Па́ддингтон или Пэ́ддингтон (англ. Paddington) — район Лондона, относится к боро Вестминстер.
Название «Пэдингтон» зарегистрировано в 1056 году; Пэдингтон/Пэддингтон означает «именье/поместье Пэди/Пэдди», где Пэди (Пэдди) является староанглийским вариантом имени Патрик. Ранее это был средневековый приход (Metropolitan Borough of Paddington), а затем столичный район, он был объединен с Вестминстером и Большим Лондоном в 1965 году.
Там находятся одноимённый лондонский вокзал (открылся в 1847 году). 
С вокзала Паддингтон отправляются поезда дальнего следования (западная часть страны, Бристоль, Бат и южный Уэльс) и пригородный пассажирский транспорт (к западу от Лондона).
Также, в вокзальном комплексе Паддингтон имеются две пересадочные станции лондонского метро (станция Паддингтон — крупнейший пересадочный узел лондонского метро, связана с 4 линиями).
Рукав Паддингтон канала Гранд-Юнион проходит от Паддингтона до Хейса (Hayes) через Вестборн-Парк (Westbourne) и Уиллесден; помимо Хейса, дальнейшие направления включают Слау, долину Колн и Эйлсбери. Бассейн Паддингтон (Paddington Basin) находится в этом районе, как и «Маленькая Венеция» (Little Venice). 
Через один из его рукавов в бассейне перекинут оригинальный сворачивающийся мост. 
Здесь также находится больница Святой Марии и бывший полицейский участок Паддингтон-Грин.